# روسلان تاربان

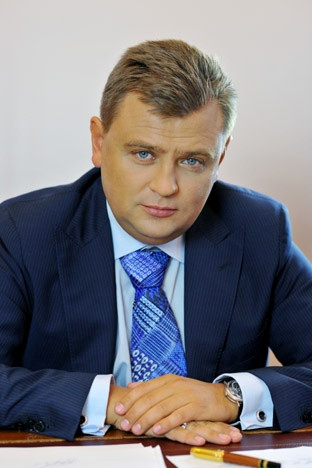

## سيرة شخصية
ولد روسلان تربان 14 أغسطس 1971 في أوديسا، أوكرانيا.
روسلان تربان هو مؤسس شركة المقاولات والاستثمارات وتطوير وصيانة العقارات "إنكور غروب" (1997 - حتى الآن)، متخصصة في البناء التجاري والسكني والهندسة وترميم المبانى التاريخية.

## التعليم
دكتوراه في الاقتصاد، وماجستير في إدارة الأعمال (إدارة البناء) في أكاديمية أوديسا للاقتصاد الوطني.

## العائلة
متزوج ولديه ثلاثة أطفال.

## الأنشطة الاجتماعية
1994-2010 تم انتخابه باستمرار كعضو في مجلس مدينة أوديسا. كرجل أعمال ومحسن، لأكثر من 10 سنوات، كان يشارك بنشاط في دعم الأحداث الثقافية في مدينة أوديسا، بما في ذلك المشاركة في فعالياتها الفكرية والموسيقية وفي الحفاظ على تراث العمارة الحضرية وتاريخها وتطوره.

## أنشطة الأعمال 1997-2017,[9][15][16]
ترميم وتجديد مركز أوديسا التاريخي بما في ذلك ترميم أكثر من 200 مبنى من المعالم المعمارية بما في ذلك من قائمة التراث الثقافي لليونسكو ، ومن بينها نصب تذكاري لمؤسسي أوديسا (مجموعة النحت) والمباني المجاورة في وسط مدينة أوديسا عند مدخل شارع بريمورسكي وميناء أوديسا (ساحة ايكاترينسكايا),,.
تصميم وإعادة بناء المؤسسات الطبية:
- مبنى جديد لمستشفى أوديسا السريري الإقليمي للأطفال،
- مبنى تاريخي (نصب العمارة) لمستشفى أوديسا السريري الأمراض المعدية،
- مصحة مضادة للجراثيم للأطفال،
- عيادة مضادة للجراثيم.
تصميم وبناء مشاريع البنية التحتية والنقل ذات الأهمية الاجتماعية:
- إنشاء شبكة أنابيب مياه الصرف الصحي في المياه العميقة البحرية في خليج أوديسا،؛
- بناء شبكات تصريف مياه الصرف الصحي في أربع مدن في أوكرانيا؛
- إعادة بناء مرافق الموانئ والمراسي وأعمال التجريف وأنشطة الترميم  في مياه الموانئ الأوكرانية للبحر الأسود؛
- بناء وإعادة بناء وصيانة شبكات الصرف وقنوات الري في أراضي أوكرانيا؛
- تشييد وتجديد المباني الإدارية في جميع أنحاء البلد بموجب العقود المبرمة مع حكومة أوكرانيا ودائرة التوظيف الحكومية في أوكرانيا وإدارة الضرائب الحكومية في أوكرانيا والبلديات.
منذ عام 2012 وحتى الآن، يسعى رسلان تاربان بنشاط إلى إيجاد أسواق جديدة لمشاريع البناء والاستثمار وشارك بشكل دوري في المناقصات في الشرق الأوسط وأوروبا الشرقية وآسيا الوسطى وأفريقيا وكذلك يتعاون بدعوة من الوكالات الحكومية لبلدان هذه الدول لتوفير خدمات ما قبل العقد على المشاريع الأكثر أهمية اجتماعيا، في المقام الأول، مشاريع إمدادات المياه والصرف الصحي والهياكل المائية والمستشفيات والمراكز الطبية.
وفقا لهذا الاتجاه، يقوم هو وفريق شركته بتقديم خدمات استشارية بشكل دوري والمشاركة في المناقصات، بشكل أساسي، فيما يتعلق بمشاريع إمدادات المياه والصرف الصحي (تطوير المفاهيم وإعداد المقترحات التقنية ضمن مشاريع مشتركة مع شركات محلية ودولية) في ناميبيا وزامبيا وبوتسوانا والمملكة العربية السعودية وعمان والكويت والعراق والإمارات العربية المتحدة وإلخ.. وللمشاركة (الشراكة) في تقييم وتطوير وتنفيذ مثل هذه المشاريع، أقام روسلان تاربان اتصالات مستقرة مع أفضل ما في هذا المجالات ومناطق مصالحه الأعمال - الموردين والمقاولين من الباطن والاستشاريين (النمسا، بلجيكا، الصين، اليابان، الكويت، النرويج، كوريا الجنوبية، سنغافورة، تايوان، الإمارات العربية المتحدة، المملكة المتحدة),.